# Облонги
О́блонги (англ. The Oblongs) — американский мультипликационный сериал, рассчитанный на взрослую и подростковую аудиторию. Мультсериал состоит из 13 эпизодов в одном сезоне.

## История создания
Мультсериал был создан Ангусом Облонгом и выпущен студиями Jobsite Productions и Mohawk Productions, Inc. при поддержке Warner Bros. Television. Сериал основан на персонажах иллюстрированной книги Ангуса Облонга «Жуткая Сьюзи и 13 других печальных рассказов для беспокойных детей».

## Сюжет
Сериал рассказывает о злоключениях семьи, живущей в бедном районе в долине, в котором из-за больших проблем с экологией и воздействия радиации все жители сильно искалечены и изуродованы физически и/или умственно. Загрязнение является прямым следствием расточительного образа жизни жителей богатого района «Холмы» (The Hills). Жители Холмов всячески притесняют и вредят жителям долины, игнорируя вопросы их безопасности и благополучия.

## Главные герои
- Боб Облонг (Bob Oblong) (озвучивает Уилл Феррелл). Родился без рук и без ног, работает на заводе по производству ядохимикатов компании Globocide. Несмотря на своё уродство, он очень радостный и позитивный, типичный отец из телесериалов 1950-х годов. Женат на Пиклс Облонг.
- Пиклс Облонг (Pickles Oblong) (озвучивает Джин Смарт). Заядлая курильщица и алкоголичка. Раньше жила на Холмах, но переехала в Долину после свадьбы с Бобом Облонгом. Все её волосы выпали (она носит парик), и бывшие друзья с Холмов теперь презирают её.
- Чип и Бифф Облонги (Chip and Biff Oblong) (озвучивают Рэнди и Джейсон Склар). 17-летние сиамские близнецы, сросшиеся в талии и имеющие одну общую ногу на двоих. Биф — труженик, одержимый спортом и является скрытым гомосексуалом, Чип наоборот более ленив, гетеросексуал.
- Майло Облонг (Milo Oblong) (озвучивает Памела Эдлон). Младший сын семейства Облонгов и главный герой сериала. Он носит футболку с надписью «Нет» (No), имеет один-единственный волос на голове и косоглазие, а также страдает от целого букета психических расстройств и принимает широкий спектр медикаментов «от Риталина до Рогаина». Мечтает разбогатеть.
- Бет Облонг (Beth Oblong) (озвучивает Дженни Элиас). Младшая дочь с наростом на голове. Нарост на голове является результатом употребления в пищу говядины, содержащей гормоны роста.
- Бабуся Облонг (Grammy Oblong) — парализованная мать Боба, которая передвигается в моторизованной инвалидной коляске и не может говорить.
- Лаки (Lucky) — курящий кот. Всегда невозмутим и ко всему равнодушен.
- Скотти (Scottie) — собака-нарколептик. Скотти стал таким в результате лабораторных испытаний на нём в лаборатории Globocide.
- Пегги (Peggy Weggy) (озвучивает Бекки Сайр) — одна из друзей Майло, ей 10 лет. У неё одна грудь и она не имеет нижней челюсти, поэтому плюётся когда говорит.
- Жуткая Сьюзи (Creepy Susie) (озвучивает Джини Элиас) — одна из друзей Майло. Ей 10 лет. Имеет французское происхождение, и говорит с акцентом. Судя по одежде и фразам, является готом. Может определять пол животного по вкусу крови. Одержима смертью.
- Хельга Фагли (Helga Phugly) (озвучивает Лиа Делария) — одна из друзей Майло, 10-летняя девочка, страдающая ожирением. Она наивно полагает что она является Дебби, хотя те в свою очередь ненавидят её. Дерзкая и невоспитанная.

## Эпизоды[1]
01.04.01. «Misfit Love»
08.04.01. «Narcoleptic Scottie»
15.04.01. «Milo Interrupted»
22.04.01. «Bucketheads»
29.04.01. «Heroine Addict»
06.05.01. «The Golden Child»
13.05.01. «Flush, Flush, Sweet Helga»
20.05.01. «Disfigured Debbie»
09.09.01. «Pickles' Little Amazons»
16.09.01. «Get Off My Back»
22.09.01. «Please Be Genital»
30.09.01. «My Name is Robbie»
07.10.01. «Father of the Bribe»

## Интересные факты
- Музыкальная тема сериала была сочинена группой They Might Be Giants[2].
- На вышеприведённой DVD-обложке первая буква О в слове Oblongs очень похожа на логотип популярного браузера Opera.
- Премьерный показ в других странах[3]:
  - Израиль — 13 июля 2001
  - Чехия — 10 декабря 2001
  - Венгрия — 24 января 2002
  - Франция — 23 июня 2002
  - Россия — 2007—2014 (2х2)
- В 2001 году мультсериал выиграл награду Artios за лучший подбор актёров озвучивания[4].
- Автор мультсериала Ангус Облонг остался недоволен своей работой, заявив, что продюсеры, по большей части, просто сделали клон мультсериала «Симпсоны»[5].
- Образ блондинки с холмов Дэбби взят из фильма Дж. Лукаса «Американские граффити». Повторены даже её причёска, ленточка-бант и платье.
- В 5 серии 1 сезона есть отсылка к мультсериалу «Симпсоны»